# Nuoto ai campionati mondiali di nuoto 2017 - 100 metri farfalla femminili
La gara di nuoto dei 100 metri farfalla femminili dei campionati mondiali di nuoto 2017 è stata disputata il 23 luglio e il 24 luglio presso la Duna Aréna di Budapest. Vi hanno preso parte 46 atlete provenienti da 40 nazioni.
La competizione è stata vinta dalla nuotatrice svedese Sarah Sjöström, mentre l'argento e il bronzo sono andati rispettivamente all'australiana Emma McKeon e alla statunitense Kelsi Worrell.

## Medaglie
| Posizione | Atleta         | Nazionalità |
| --------- | -------------- | ----------- |
| Oro       | Sarah Sjöström | Svezia      |
| Argento   | Emma McKeon    | Australia   |
| Bronzo    | Kelsi Worrell  | Stati Uniti |

## Programma
| Data           | Ora (UTC+2) | Turno      |
| -------------- | ----------- | ---------- |
| 23 luglio 2017 | 9:30        | Batterie   |
| 23 luglio 2017 | 17:42       | Semifinali |
| 24 luglio 2017 | 17:40       | Finale     |

## Record
Prima della manifestazione il record del mondo e il record dei campionati erano i seguenti.
| Record mondiale       | 55"48 | Sarah Sjöström Svezia | 7 agosto 2016 Rio de Janeiro, Brasile |
| Record dei campionati | 55"64 | Sarah Sjöström Svezia | 3 agosto 2015 Kazan', Russia          |

Durante la competizione è stato battuto il seguente record:
| Data      | Evento | Atleta         | Nazione | Tempo | Record                |
| --------- | ------ | -------------- | ------- | ----- | --------------------- |
| 24 luglio | Finale | Sarah Sjöström | Svezia  | 55"53 | Record dei campionati |

## Risultati

### Batterie
| Posizione | Batteria | Corsia | Nome                         | Nazionalità              | Tempo   | Note |
| --------- | -------- | ------ | ---------------------------- | ------------------------ | ------- | ---- |
| 1         | 5        | 4      | Sarah Sjöström               | Svezia                   | 55"96   | Q    |
| 2         | 3        | 4      | Kelsi Worrell                | Stati Uniti              | 56"44   | Q    |
| 3         | 4        | 5      | Emma McKeon                  | Australia                | 56"81   | Q    |
| 4         | 3        | 5      | Rikako Ikee                  | Giappone                 | 57"45   | Q    |
| 5         | 4        | 4      | Penny Oleksiak               | Canada                   | 57"51   | Q    |
| 6         | 4        | 6      | Zhang Yufei                  | Cina                     | 57"54   | Q    |
| 7         | 5        | 6      | An Se-hyeon                  | Corea del Sud            | 57"83   | Q    |
| 8         | 5        | 3      | Svetlana Čimrova             | Russia                   | 57"85   | Q    |
| 9         | 4        | 3      | Ilaria Bianchi               | Italia                   | 57"98   | Q    |
| 10        | 3        | 3      | Liliána Szilágyi             | Ungheria                 | 58"00   | Q    |
| 11        | 5        | 7      | Sarah Gibson                 | Stati Uniti              | 58"16   | Q    |
| 12        | 4        | 7      | Aliena Schmidtke             | Germania                 | 58"24   | Q    |
| 13        | 3        | 2      | Kimberly Buys                | Belgio                   | 58"45   | Q    |
| 14        | 5        | 5      | Lu Ying                      | Cina                     | 58"51   | Q    |
| 15        | 4        | 2      | Alys Margaret Thomas         | Gran Bretagna            | 58"65   | Q    |
| 16        | 5        | 1      | Brianna Throssell            | Australia                | 58"66   | Q    |
| 17        | 5        | 2      | Farida Hisham Ahmed Osman    | Egitto                   | 58"67   |      |
| 18        | 3        | 6      | Katerine Savard              | Canada                   | 58"71   |      |
| 19        | 3        | 1      | Louise Hansson               | Svezia                   | 58"86   |      |
| 20        | 3        | 8      | Emilie Beckmann              | Danimarca                | 58"95   |      |
| 21        | 3        | 7      | Béryl Gastaldello            | Francia                  | 58"97   |      |
| 22        | 5        | 8      | Anna Ntountounaki            | Grecia                   | 59"01   |      |
| 23        | 4        | 1      | Charlotte Bridey Atkinson    | Gran Bretagna            | 59"04   |      |
| 24        | 5        | 0      | Keren Michaela Siebner       | Israele                  | 59"72   |      |
| 25        | 4        | 9      | Nastja Govejšek              | Slovenia                 | 1'00"25 |      |
| 26        | 4        | 8      | Lucie Svěcená                | Rep. Ceca                | 1'00"34 |      |
| 27        | 2        | 4      | Martina van Berkel           | Svizzera                 | 1'00"50 |      |
| 28        | 3        | 0      | Chan Kin Lok                 | Hong Kong                | 1'00"52 |      |
| 29        | 2        | 6      | Amina Kajtaz                 | Bosnia ed Erzegovina     | 1'00"77 |      |
| 30        | 4        | 0      | Isabella Paéz                | Venezuela                | 1'00"90 |      |
| 31        | 2        | 5      | Mary Laura Meza              | Costa Rica               | 1'01"25 |      |
| 32        | 3        | 9      | Bryndis Hansen               | Islanda                  | 1'01"32 |      |
| 33        | 2        | 3      | Emily Muteti                 | Kenya                    | 1'01"35 |      |
| 34        | 5        | 9      | Barbora Mišendová            | Slovacchia               | 1'01"71 |      |
| 35        | 2        | 2      | Jasmine Alkhaldi             | Filippine                | 1'01"80 |      |
| 36        | 2        | 1      | Robyn Lee                    | Zimbabwe                 | 1'02"84 |      |
| 37        | 2        | 8      | Julimar Cecilia Avila Mancia | Honduras                 | 1'03"38 |      |
| 38        | 1        | 5      | Elodie Poo-cheong            | Mauritius                | 1'03"68 |      |
| 39        | 2        | 0      | Matelita Buadromo            | Figi                     | 1'04"94 |      |
| 40        | 1        | 6      | Damini Gowda                 | India                    | 1'06"19 |      |
| 41        | 1        | 8      | Yusra Mardini                | Atleti indipendenti FINA | 1'07"99 |      |
| 42        | 1        | 2      | Mishael Aisha Ayub           | Pakistan                 | 1'08"33 |      |
| 43        | 2        | 9      | Alania Suttie                | Samoa                    | 1'08"77 |      |
| 44        | 1        | 3      | Lara Aklouk                  | Giordania                | 1'09"37 |      |
| 45        | 1        | 1      | Faith Edorodion              | Nigeria                  | 1'13"89 |      |
| 46        | 1        | 7      | Mineri Kurotori Gomez        | Guam                     | 1'17"47 |      |
| -         | 2        | 7      | Azra Avdic                   | Perù                     | -       | DNS  |
| -         | 1        | 4      | Gessica Stagno               | Mozambico                | -       | DNS  |

### Semifinali
| Posizione | Semifinale | Corsia | Atleta               | Nazionalità   | Tempo | Note  |
| --------- | ---------- | ------ | -------------------- | ------------- | ----- | ----- |
| 1         | 2          | 4      | Sarah Sjöström       | Svezia        | 55"77 | Q     |
| 2         | 2          | 5      | Emma McKeon          | Australia     | 56"23 | Q, OC |
| 3         | 1          | 4      | Kelsi Worrell        | Stati Uniti   | 56"74 | Q     |
| 4         | 1          | 5      | Rikako Ikee          | Giappone      | 56"89 | Q     |
| 5         | 2          | 3      | Penny Oleksiak       | Canada        | 57"07 | Q     |
| 6         | 2          | 6      | An Se-hyeon          | Corea del Sud | 57"15 | Q, RN |
| 7         | 1          | 3      | Zhang Yufei          | Cina          | 57"29 | Q     |
| 8         | 1          | 6      | Svetlana Čimrova     | Russia        | 57"64 | Q     |
| 9         | 1          | 2      | Liliána Szilágyi     | Ungheria      | 57"75 |       |
| 10        | 1          | 7      | Aliena Schmidtke     | Germania      | 57"87 |       |
| 11        | 2          | 2      | Ilaria Bianchi       | Italia        | 57"95 |       |
| 12        | 2          | 8      | Alys Margaret Thomas | Gran Bretagna | 58"21 |       |
| 12        | 1          | 8      | Brianna Throssell    | Australia     | 58"21 |       |
| 14        | 1          | 1      | Lu Ying              | Cina          | 58"45 |       |
| 15        | 2          | 7      | Sarah Gibson         | Stati Uniti   | 58"48 |       |
| 16        | 2          | 1      | Kimberly Buys        | Belgio        | 58"49 |       |

### Finale
| Posizione | Corsia | Atleta           | Nazionalità   | Tempo | Note |
| --------- | ------ | ---------------- | ------------- | ----- | ---- |
|           | 4      | Sarah Sjöström   | Svezia        | 55"53 | RC   |
|           | 5      | Emma McKeon      | Australia     | 56"18 | OC   |
|           | 3      | Kelsi Worrell    | Stati Uniti   | 56"37 |      |
| 4         | 2      | Penny Oleksiak   | Canada        | 56"94 |      |
| 5         | 7      | An Se-hyeon      | Corea del Sud | 57"07 | RN   |
| 6         | 6      | Rikako Ikee      | Giappone      | 57"08 |      |
| 7         | 8      | Svetlana Čimrova | Russia        | 57"24 |      |
| 8         | 1      | Zhang Yufei      | Cina          | 57"51 |      |